# Riekoperla rugosa
Riekoperla rugosa är en bäcksländeart som först beskrevs av Douglas E. Kimmins 1951.  Riekoperla rugosa ingår i släktet Riekoperla och familjen Gripopterygidae. Inga underarter finns listade i Catalogue of Life.